# Aïcha Samaké
 (avril 2025).
Si vous disposez d'ouvrages ou d'articles de référence ou si vous connaissez des sites web de qualité traitant du thème abordé ici, merci de compléter l'article en donnant les références utiles à sa vérifiabilité et en les liant à la section « Notes et références ».
Aicha Samake née le 13 septembre 1994, est une footballeuse malienne qui évolue au poste de milieu de terrain et est membre de l'équipe nationale féminine du Mali.

## Carrière internationale
Samake est sélectionnée pour le Mali au niveau senior lors de la Coupe d'Afrique des nations féminine 2016  ainsi que lors de la Coupe d'Afrique des nations féminine 2024.
En juin 2025, elle est nommée meilleure joueuse malienne évoluant en Afrique lors des Mali Football Awards organisés par la Fédération malienne de football.